# استان سوق اهراس
استان سوق اهراس (عربی: ولاية سوق أهراس) نام استان چهل و یکم کشور الجزایر است. این استان در شمال شرقی این کشور واقع شده است.

## خصوصیات
استان سوق اهراس ۴٬۵۴۱ کیلومترمربع مساحت و ۴۴۰٬۲۹۹ نفر جمعیت دارد